# みずほ投信投資顧問
みずほ投信投資顧問株式会社（みずほとうしんとうしこもん、英文社名：Mizuho Asset Management Co., Ltd.）は、かつて存在したみずほフィナンシャルグループ傘下の資産運用会社。英字略称は「MHAM」。
2016年10月1日、みずほフィナンシャルグループ傘下にあった、みずほ信託銀行の運用部門、新光投信、みずほフィナンシャルグループと第一生命保険の折半出資会社であったDIAMアセットマネジメントとの事業統合により、アセットマネジメントOneとなり消滅した。

## 概要
第一勧業アセットマネジメント株式会社（旧第一勧業銀行系）と富士投信投資顧問株式会社（旧富士銀行系）の2社が2007年（平成19年）7月1日に合併して発足した。
2015年3月27日、同じグループ傘下であるみずほ信託銀行の運用部門と新光投信との統合に向けた準備を開始すると発表した。またこれにみずほFGと第一生命の合弁であるDIAMアセットマネジメントも併せて統合を視野に検討を進めることも明らかとされ、同9月30日、2016年10月1日にみずほ投信と新光投信とDIAMアセットマネジメントおよびみずほ信託銀の運用部門を統合することで基本合意したと正式に発表した。
2016年10月1日、新光投信株式会社を吸収合併、みずほ信託銀行の資産運用部門を会社分割により承継するとともに、DIAMアセットマネジメント株式会社に吸収合併され、解散した。存続会社のDIAMアセットマネジメント株式会社は同時にアセットマネジメントOne株式会社に商号変更した。社長はDIAMアセットマネジメントの社長がそのまま就任し、本社は鉄鋼ビルディング内に設置している。

## 合併前の第一勧業アセットマネジメント
- 英文社名 - Dai-Ichi Kangyo Asset Management Co., Ltd.（略称DKA）
- 本社所在地 - 東京都千代田区有楽町1-7-1 有楽町電気ビルヂング北館18階
- 設立 - 1964年（昭和39年）5月26日（朝日証券投資信託委託）
- 事業内容 - 投資顧問業務、投資信託委託業務
- 代表者 - 代表取締役社長 伊藤直紀
- 資本金 - 20億4560万円
- 従業員数 - 139人
- 株主構成 - 株式会社みずほフィナンシャルグループ 100%

## 合併前の富士投信投資顧問
- 英文社名 - Fuji Investment Management Co., Ltd.（略称FIMCO）
- 本社所在地 - 東京都中央区日本橋小舟町8-1 富士プラザ
- 創業 - 1985年（昭和60年）7月12日（富士銀投資顧問）
- 設立 - 1993年（平成5年）9月27日（富士投信）
- 事業内容 - 投資顧問業務、投資信託委託業務
- 代表者 - 代表取締役社長 高野惇
- 資本金 - 20億5000万円
- 従業員数 - 118人
- 株主構成 - 株式会社みずほフィナンシャルグループ 94.3%、Lord,Abbett & Co.LLC 5.7%

## 沿革

### 第一勧業アセットマネジメント
- 1964年（昭和39年）5月26日 - 朝日証券投資信託委託株式会社として設立。
- 1964年（昭和39年）8月 - 朝日証券投資信託委託株式会社が、朝日投信委託株式会社に商号を変更。
- 1964年（昭和39年）11月 - 朝日投信委託株式会社が、日本勧業証券投資信託委託株式会社、山種証券投資信託委託株式会社、山叶証券投資信託委託株式会社から営業譲受。
- 1967年（昭和42年）12月 - 朝日投信委託株式会社が、角丸証券投資信託委託株式会社と合併。
- 1975年（昭和50年）7月 - 勧業角丸証券が、勧業角丸投資顧問株式会社を設立。
- 1981年（昭和56年）5月 - 勧業角丸投資顧問株式会社が、株式会社勧業角丸経済研究所に商号を変更すると同時に、日本勧業角丸証券株式会社から調査部門を営業を譲受。
- 1985年（昭和60年）7月 - 第一勧業銀行が、株式会社第一勧業投資顧問を設立。
- 1985年（昭和60年）10月 - 株式会社勧業角丸経済研究所から投資顧問部門を分離して、勧業角丸投資顧問株式会社を設立。
- 1990年（平成2年）10月 - 勧業角丸投資顧問株式会社が、勧角投資顧問株式会社に商号を変更。
- 1997年（平成9年）10月 - 朝日投信委託株式会社が、株式会社第一勧業投資顧問、勧角投資顧問株式会社と合併して、第一勧業朝日投信投資顧問株式会社に商号を変更。
- 1999年（平成11年）7月 - 第一勧業朝日投信投資顧問株式会社が、第一勧業アセットマネジメント株式会社に商号を変更。
- 2001年（平成13年）1月 - 第一勧業アセットマネジメント株式会社が、ディーケービー投信株式会社から営業譲受。
- 2007年（平成19年）7月1日 - 第一勧業アセットマネジメント株式会社が、富士投信投資顧問株式会社を吸収合併し、商号をみずほ投信投資顧問に変更[6]。

### 富士投信投資顧問
- 1985年（昭和60年）7月12日 - 富士銀行傘下の資産運用会社として富士銀投資顧問株式会社を設立。
- 1993年（平成5年）9月27日 - 富士銀投資顧問株式会社の子会社・富士投信株式会社を設立。
- 1995年（平成7年）11月 - 富士銀投資顧問株式会社を富士投信株式会社が吸収合併して、富士投信投資顧問株式会社に商号を変更。
- 2003年（平成15年）3月 - 株式会社みずほフィナンシャルグループの直接の子会社となる。
- 2007年（平成19年）7月1日 - 第一勧業アセットマネジメント株式会社に吸収合併され、解散。